# Tipula naumanni
Tipula naumanni är en tvåvingeart som beskrevs av Günther Theischinger 1979. Tipula naumanni ingår i släktet Tipula och familjen storharkrankar. Inga underarter finns listade i Catalogue of Life.